# Telodorcus ghiliani
Telodorcus ghiliani es una especie de coleóptero de la familia Lucanidae.

## Distribución geográfica
Habita en Buru y las islas Kai (Indonesia).